# Мръсни танци
Мръсни танци (на английски: Dirty Dancing) е американски музикален романтичен филм от 1987 година на режисьора Емил Ардолино с участието на Патрик Суейзи и Дженифър Грей.

## Сюжет
Внимание:  Текстът по-долу разкрива сюжета на произведението (или части от него)!
Франсис „Бейби“ Хаусман (Дженифър Грей) е обикновено младо момиче от 60-те. Мечтае да направи с живота си нещо значимо, да го отдаде на добра кауза. Всичко това се променя, когато мечтателната идеалистка среща талантливия учител по танци Джони Касъл (Патрик Суейзи). Голямата страст на Джони са не балните танци, които преподава на богати съпруги, а жарките, чувствени движения в латино ритъм.
Когато партньорката на Джони изпада в беда, Бейби решава да му помогне, за да спаси кариерата му. Колкото повече Бейби танцува, толкова повече я завладява магията на това така красиво и така секси изкуство. Постепенно се стига до логичния завършек и двамата се влюбват до полуда. Ще успеят ли двамата млади да останат заедно? Ще им помогне ли общата им страст? Или различният произход и строгият, консервативен баща на Бейби ще успеят да ги разделят?

## Мръсни танци в България
През 90-те години филмът е издаден на VHS от Хакомат с български дублаж, преведен като "Мръсни танци". В него участват Васил Кожухаров и Галя Кожухарова. 
На 11 ноември 1996 г. филмът е издаден на VHS от Мулти Видео Център с български дублаж, преведен като "Неприлични танци". Екипът се състои от:
| Превод             | Боряна Петрова                                                      |
| Тонрежисьор        | Добромир Чочов                                                      |
| Озвучаващи артисти | Мариана Димитрова Даринка Митова Любомир Младенов Станислав Пищалов |